# Rookknotszwam
De rookknotszwam (Clavaria fumosa) is een schimmel behorend tot de familie Clavariaceae. Deze koraalzwam leeft saprotroof  tussen gras van een door schapen begraasd stuk ingedijkte schor op kalkrijk zand, met opslag van wilg (Salix).

## Kenmerken
Uiterlijke kenmerken
Clavaria fumosa heeft vruchtlichamen van 2-14 cm hoog en 2-5 mm breed. Deze vruchtlichamen zijn in meer of mindere mate cilindrisch, taps toelopend aan de basis en zijn normaal gesproken onvertakt, ze zijn zelden afgeplat of hebben groeven en zijn meestal glad. De kleur kan grijsachtig, gebroken wit, vuilgeel of vuilroze zijn, hoewel ze aan de basis bleker zijn, terwijl de punt donkerder roodbruin of zelfs zwart wordt naarmate het ouder wordt. Het vruchtvlees heeft dezelfde kleur als de buitenkant en heeft geen duidelijke geur of smaak, terwijl de sporen wit zijn.
Microscopische kenmerken
De sporen zijn ellipsvormig, glad en meten 5-8 x 3-4 μm. De basidia zijn 4-sporig, bijna knotsvormig en meten 30-50 x 6–8 μm groot. De hyfen zijn versmald bij de septen.

## Verspreiding
In Nederland staat de rookknotszwam op de rode lijst in de categorie 'gevoelig'.